# بافینگتون (پنسیلوانیا)
بافینگتون (به انگلیسی: Buffington) یک منطقهٔ مسکونی در ایالات متحده آمریکا است که در شهرستان فایت، پنسیلوانیا واقع شده‌است. بافینگتون ۰٫۴۲ کیلومتر مربع مساحت و ۲۹۲ نفر جمعیت دارد و ۳۰۴٫۸ متر بالاتر از سطح دریا واقع شده‌است.